# Prescription en droit français
Pour les autres articles nationaux ou selon les autres juridictions, voir Prescription (droit).
En droit français, la prescription est un principe général de droit qui désigne la durée au-delà de laquelle une action en justice, civile ou pénale, n'est plus recevable. En conséquence, la prescription est un mode légal d'acquisition ou d'extinction de droits par le simple fait de leur possession pendant une certaine durée. Elle peut porter sur des droits réels ou personnels, mobiliers ou immobiliers. 
Elle ne s'applique ni au domaine public, ni aux dispositions des lois d'ordre public. Pour cette raison, les lois qui ne sont plus appliquées ne sont jamais abolies par désuétude. Les règles de prescription ne s'appliquent plus pour la recherche, la punition et l'indemnisation de crime contre l'humanité depuis 1994, date de promulgation du nouveau code pénal.
En matière civile, la durée de prescription de droit commun est passée de 30 ans à 5 ans depuis la loi no 2008-561 du 17 juin 2008 portant réforme de la prescription en matière civile. Cette durée s'applique lorsqu'aucun texte ne spécifie de durée différente (plus longue ou plus courte).

#### Ouvrages
- Patrice Jourdain et Patrick Wéry, La prescription extinctive : Études de droit comparé, Louvain, Bruylant, 2010, 1004 p. (lire en ligne)

#### Articles
- Anne Chemin, « « Nous avons oublié le rôle salvateur de l’oubli » : pourquoi le principe juridique de la prescription est remis en cause », Le Monde,‎ 10 janvier 2020 (lire en ligne, consulté le 12 janvier 2020)